# Intronaut
Intronaut — американская прогрессив-метал-группа из города Лос-Анджелес, штат Калифорния.
Их стиль можно охарактеризовать как прогрессив-метал с элементами психоделии, дэт-метала, джаза, индийских, африканских и афро-латинских ритмов.

## История группы
Группа Intronaut первоначально состояла из гитариста/вокалиста Саши Данабл, гитариста/вокалиста Леона дэль Муэрте, барабанщика Даниэля Уолкера, и басиста Джо Лестера. В 2005 году, группа выпустила демозапись под названием Null – Demonstration Extended Play Compact Disc, включающую в себя четыре трека. В октябре группа подписала контракт с Goodfellow Records и в начале апреля 2006 года, вместе с продюсером Джоном Хаддад, записала альбом Void в студии Shiva Industries, город Санта-Ана, штат Калифорния.
В августе 2007 года, Леон дэль Муэрте покинул группу, чтобы сосредоточиться на своем проекте Murder Construct. Его заменил Дэйв Тимник.
Вскоре после этого группа совершила тур по Европе вместе с The Ocean. В январе 2008 года, участники сообщили, что они подписали контракт с Century Media Records и завершили свой второй альбом Prehistoricisms. Они также сделали кавер-версию песни Dixie Whiskey, группы Eyehategod, для трибьют-альбома Century Media 20th Anniversary.
В апреле 2009 года, Intronaut отправились в тур вместе с Kylesa и Mastodon в поддержку нового альбома «Mastodon» — Crack the Skye.
В октябре 2009 года, группа отыграла несколько концертов перед многотысячной толпой в Калькутта и в Дели, где они участвовали в The Great Indian Rock Festival XIII.
Летом 2010 года, группа выпустила свой третий альбом Valley of Smoke. В записи альбома принимал участие Джастин Чанселлор из Tool.
В конце 2010 года, Intronaut участвовали в туре "Re-Traced/Re-Focused Tour" организованном группой Cynic. Тур проходил по всем Соединённым Штатам и в Канаде. После этого, группа приняла участие в туре по Северной Америке вместе с группой Helmet.
В середине 2011 года, Intronaut поехали в тур по Европе вместе с The Ocean и Red Fang. Далее, последовал тур по Северной Америке вместе с Animals As Leaders, Dead Letter Circus, и Last Chance to Reason и ещё один тур по Европе вместе с Ghost Brigade и A Storm of Light.
В начале 2012 года, Intronaut участвует в туре группы Tool по Северной Америке. После тура группа планирует начать запись нового альбома.

## Дискография

### EP
- Null - Demonstration Extended Play Compact Disc (2005, self-released)
- Null (Intronaut EP) (2006, Goodfellow)
- The Challenger (2007, Translation Loss)

### Студийные альбомы
- Void (2006, Goodfellow)
- Prehistoricisms (2008, Century Media)
- Valley of Smoke (2010, Century Media)
- Habitual Levitations (Instilling Words with Tones) (2013, Century Media)
- The Direction of Last Things (2015, Century Media)

### Сборники
- Like Black Holes In The Sky: A Tribute To Syd Barrett (2008, Dwell) "Arnold Layne"
- Covering 20 Years Of Extremes (2009, Century Media) "Dixie Whiskey"

## Состав

### Текущий
- Саша Данабл – гитара, вокал (2004–н. в.)
- Дэйв Тимник – гитара, вокал, табла, перкуссия (2007–н. в.)
- Джо Лестер – бас-гитара (2004–н. в.)

### Бывшие участники
- Дэнни Уолкер – барабаны, семплы (2004–2018)[7]
- Леон дэль Муэрте – гитара, вокал (2004–2007)
- Кристина Фуэнтес – клавишные